# Hufmuscheln

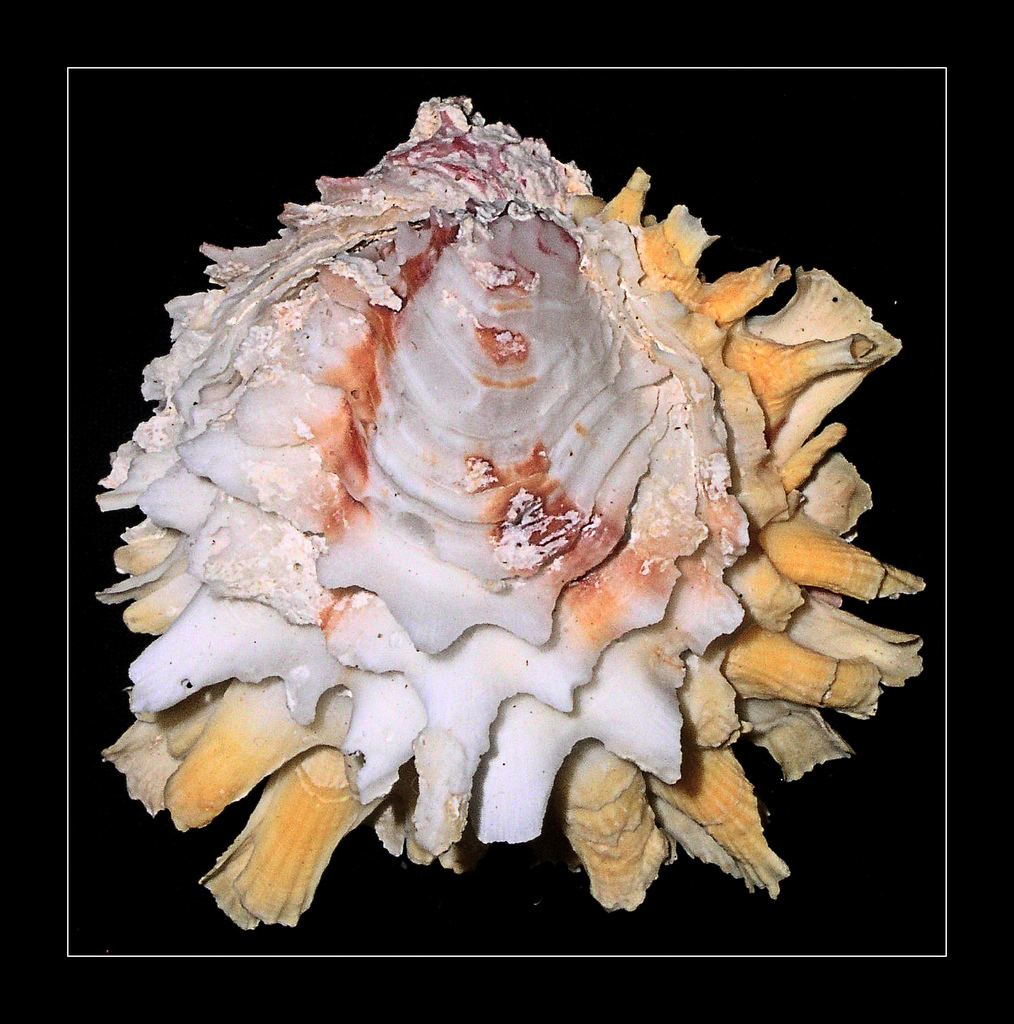
Chama lazarus

Die Hufmuscheln (Chamidae), auch Gienmuscheln oder Lappenmuscheln genannt, sind eine im Meer lebende Familie der Muscheln aus der Unterklasse der Heterodonta. Die Familie ist seit der Oberkreide (Campanium) bekannt. Sie umfasst derzeit (2016) etwa 70 rezente Arten.

## Merkmale
Die ungleichklappigen, kleinen bis mittelgroßen Gehäuse sind im Umriss unregelmäßig rundlich oder eiförmig. Die Tiere leben entweder temporär oder dauernd mit einer, meist der linken Klappe (Pseudochama mit der rechten Klappe), fest zementiert auf einem Hartgrund. Die untere Klappe ist gewölbt und tassenförmig, die obere Klappe flach und deckelförmig. Die Wirbel sind weit spiralig nach vorne gebogen.
Das extern liegende Ligament ist bogenartig gewölbt und liegt auf Nymphen. Das Schloss weist in jeder Klappe einen Hauptzahn auf (gelegentlich sind auch in einer Klappe zwei Hauptzähne vorhanden), und gelegentlich auch schwache Lateralzähne. Es sind zwei nahezu gleich große Schließmuskeln ausgebildet. Eine Mantelbucht fehlt.
Die aragonitische und bei manchen Arten auch z. T. kalzitische Schale ist meist dickwandig und sehr fest. Die Mikrostruktur der Schale besteht meist aus Kreuzlamellen. Die Oberfläche weist eine kräftige konzentrische oder radiale Skulptur auf, die oft zu Lamellen verstärkt oder zu flachen oder rundlichen Stacheln ausgezogen ist. Sie sind oft recht bunt gefärbt.
Die Siphonen sind kurz und voneinander getrennt. Der Fuß ist stark reduziert. Im Mantelrand sind sensorische Organe.

## Geographische Verbreitung und Lebensraum
Die Arten der Familie der Hufmuscheln kommen von den warm-gemäßigten bis in die tropischen Meere vor. Sie leben im Flachwasser von Korallenriffen und anderen Hartsubstraten, aber auch in größeren Wassertiefen.

## Taxonomie
Dieses Taxon der Familiengruppe wurde 1809 von Jean-Baptiste Lamarck als Les camacées vorgeschlagen. Da der Name bei der späteren Latinisierung Lamarck zugeschrieben wurde, gilt Lamarck als der Autor des Taxons.
- Familie Chamidae Lamarck, 1809
  - Amphichama Habe, 1964
  - Arcinella Schumacher, 1817
    - Arcinella californica (Dall, 1903)

  - Carditochama Matsukuma, 1996
  - Chama Linnaeus, 1758
    - Chama congregata Conrad, 1833
    - Chama lazarus Linnaeus, 1758
    - Chama gryphoides Linnaeus, 1758
    - Chama macerophylla Gmelin, 1791
    - Chama pacifica Broderip, 1835
    - Chama sarda Reeve, 1847

  - Eopseuma Odhner, 1919
  - Pseudochama Odhner, 1917
    - Pseudochama corrugata (Broderip, 1835)
    - Pseudochama cristella (Lamarck, 1819)
    - Pseudochama gryphina Lamarck, 1819

## Belege